# Comté de Chowan
Le comté de Chowan est un comté situé dans l'État de Caroline du Nord aux États-Unis. Il est le comté le plus petit en superficie. En 2010, sa population était de 14 793 habitants. Son siège est la ville d'Edenton.
Le nom de Chowan vient de la tribu amérindienne Chowanoke également appelée Chowan.

## Histoire
Pendant la guerre de Sécession, il fournit des hommes à l'artillerie d'Albemarle en 1862. Des cloches sont alors refondues pour fournir des canons à l'Edenton Bell Battery (en). Deux de leurs canons sont revenus à Edenton récemment, ils peuvent être vus sur la promenade du bord de mer.

## Démographie
D'après le recensement de 2010, la population était de 14 793 habitants, 5 580 ménages et 4 006 familles.
La répartition ethnique était de 62 % d'Euro-Américains, 34,3 % d'Afro-Américains. Le revenu moyen par habitant était de 36 986 dollars et 17,6 % vivant sous le seuil de pauvreté.
| 1790  | 1800  | 1810  | 1820  | 1830  | 1840  |
| ----- | ----- | ----- | ----- | ----- | ----- |
| 4 988 | 5 132 | 5 297 | 6 464 | 6 697 | 6 690 |

| 1850  | 1860  | 1870  | 1880  | 1890  | 1900   |
| ----- | ----- | ----- | ----- | ----- | ------ |
| 6 721 | 6 842 | 6 450 | 7 900 | 9 167 | 10 258 |

| 1910   | 1920   | 1930   | 1940   | 1950   | 1960   |
| ------ | ------ | ------ | ------ | ------ | ------ |
| 11 303 | 10 649 | 11 282 | 11 572 | 12 540 | 11 729 |

| 1970   | 1980   | 1990   | 2000   | 2010   | - |
| ------ | ------ | ------ | ------ | ------ | - |
| 10 764 | 12 558 | 13 506 | 14 526 | 14 793 | - |

## Communautés

### Ville
- Edenton

### Zone non incorporées
- Rockyhock (en)
- Selwin (en)
- Sign Pine (en)
- Tyner (en)

## Source
- (en) Cet article est partiellement ou en totalité issu de l’article de Wikipédia en anglais intitulé « Chowan County, North Carolina » (voir la liste des auteurs).